# 自由の条件
『自由の条件』(The Constitution of Liberty)とは1960年に発表されたフリードリヒ・ハイエクによる自由主義の古典的著作である。

## 概要
1899年に生まれたハイエクは経済学の研究でも業績を残しているが、1944年の『隷従への道』を契機に政治学の研究にも携わっている。ハイエクは社会主義または福祉国家に対する批判を通じてアダム・スミスに由来する自由主義の政治理論を現代において確立することを目指していた。
本書は第1部、自由の価値、第2部、自由と法、そして第3部、福祉国家における自由という3部構成になっている。自由の価値では自由主義の政治理論の基礎となる自由の哲学的な意味を明らかにし、自由と法では個々人の自由を保障するための制度の歴史を詳説する。そして最後の福祉国家における自由では、自由の原理を現代社会の諸問題に適用することで自由主義の具体的なあり方を論じる。
ハイエクは文明の発展には自由な創意工夫の活力が不可欠であり、これを支配と服従に基づく制度では実現できないと主張した。社会活動を調整する優れた諸制度とは、社会において自由に発展された諸制度である。つまり自由はさまざまな政府の活動を主導し、立法措置の領域を規制する原理であり、法の支配とは立法府が無制限に権力を使用してはならない規範を述べるものである。現代社会の社会・経済政策の目標を達成する方法には法の支配が必要である。
自由主義とは法の性質や役割を規定する教義であり、民主主義とは立法されるかを決める方法を定める教義である。したがって民主主義は良い法が何かを決定することはできない。つまり政府にとって民主主義は目標となる価値を達成するための優れた方法であるかもしれないが、目標そのものには決してなりえない。政府にとって目標とすべきは自由を保障するための自由主義の原理を遵守することに他ならない。